# Увац
Увац (уст. Увец, серб. Увац, босн. Uvac) — река на Балканском полуострове, правый приток реки Лим (бассейн Дуная). Протекает по территории Златиборского округа Сербии и, короткий приустьевой участок, по территории региона Источно-Сараево Республики Сербской в составе Боснии и Герцеговины.
Длина — 115 км, бассейн — 1344 км², средний расход воды 14 м³/с. Крупнейший приток — река Тисовица.
Начинается на восточных склонах гор Озрен-Планина, от истока течёт на север в межгорной долине, затем поворачивает на восток к Сьенице и протекает по её западной окраине.
В среднем течении имеет северо-восточное направление. В низовьях делает петлю и впадает в Лим справа.
На реке построены две гидроэлектростанции и образовано три водохранилища (в том числе Златарское Озеро). Увац не судоходен.

## Флора
В долине реки произрастают виды-эндемики Alyssum markgrafii, Alyssum corymbosum, Valeriana simplicifolia, Cicerbita pancicii, Lamium bifidum, Fumana bonapartei, Euphorbia glabriflora, Potentilla visianii. Природный ландшафт представлен ольховыми, ивовыми и ивово-тополёвыми лесами.